# Namibia Scientific Society
Die Namibia Scientific Society (NSS), bis 2025 (zuletzt nur im Zusatz zum englischen Namen) Namibia Wissenschaftliche Gesellschaft (NWG), ist eine 1925 in Südwestafrika mit dem Namen South West Africa Scientific Society (Englisch), SWA-Wissenschaftliche Gesellschaft bzw. afrikaans Suidwes Afrika Wetenskaplige Vereniging gegründete Gesellschaft von Wissenschaftlern zur Verfolgung gemeinnütziger Ziele, die in oder über Namibia arbeiten.
Die Gesellschaft hat ihren Sitz in Windhoek und verfügt dort über eine Präsenzbibliothek mit über 11.000 Monografien. Mit dem Aufkauf der Namibiana-Sammlung verfügt die NSS seit Ende 2016 über die größte Sammlung an Büchern und zeitgeschichtlichen Dokumenten zu Namibia weltweit.
Die NSS gibt Publikationen heraus und ist eine anerkannte wissenschaftliche Institution in Namibia.

## Periodika
- Journal of the South West Africa Scientific Society / Joernaal van die Suidwes Afrika Wetenskaplige Vereniging / Mitteilungen der Wissenschaftlichen Gesellschaft für Südwestafrika: Der 1. Jahrgang (1925/1926) erschien 1927.[3]
- Scientific research in South West Africa / Wissenschaftliche Forschung in Südwestafrika: zwischen 1962 und 1984[6][7]
- Journal / Namibia Scientific Society, auch Journal NSS: seit 1990[8]